# Miranda de Ebro
Miranda de Ebro ist eine Stadt und Hauptort einer Gemeinde (municipio) mit 36.025 Einwohnern (Stand: 2024) in der Provinz Burgos in der nordspanischen Autonomen Region Kastilien-León in Spanien. Die Stadt liegt an einem von Bayonne kommenden Zubringer des Jakobswegs (Camino Francés); ihr Zentrum ist als Kulturgut (Bien de Interés Cultural) in der Kategorie Conjunto histórico-artístico anerkannt.

## Lage und Klima
Miranda de Ebro liegt am Fluss Ebro in einer von mehreren Bergketten umgebenen Ebene im Osten der kastilischen Provinz Burgos in unmittelbarer Nähe zur baskischen Provinz Álava und zur autonomen Gemeinschaft La Rioja. Die aus Álava kommenden Flüsse Bayas und Zadorra münden am Stadtrand in den Ebro. Die Entfernung zur Provinzhauptstadt Burgos beträgt ca. 86 km (Fahrtstrecke) in südwestlicher Richtung; nach Vitoria-Gasteiz bzw. nach Logroño sind es dagegen nur knapp 40 km in nordöstlicher bzw. 60 km in südöstlicher Richtung.
Das Klima ist gemäßigt bis warm; Regen (ca. 730 mm/Jahr) fällt übers Jahr verteilt.

## Bevölkerungsentwicklung
| Jahr      | 1857  | 1900  | 1950   | 2000   | 2017   |
| Einwohner | 2.848 | 6.199 | 18.094 | 35.631 | 35.608 |

Hauptsächlich aufgrund der Zuwanderung aus den von der Mechanisierung der Landwirtschaft betroffenen ländlichen Gebieten der Provinz ist die Bevölkerung der Stadt seit dem 19. Jahrhundert stark angewachsen.

## Wirtschaft

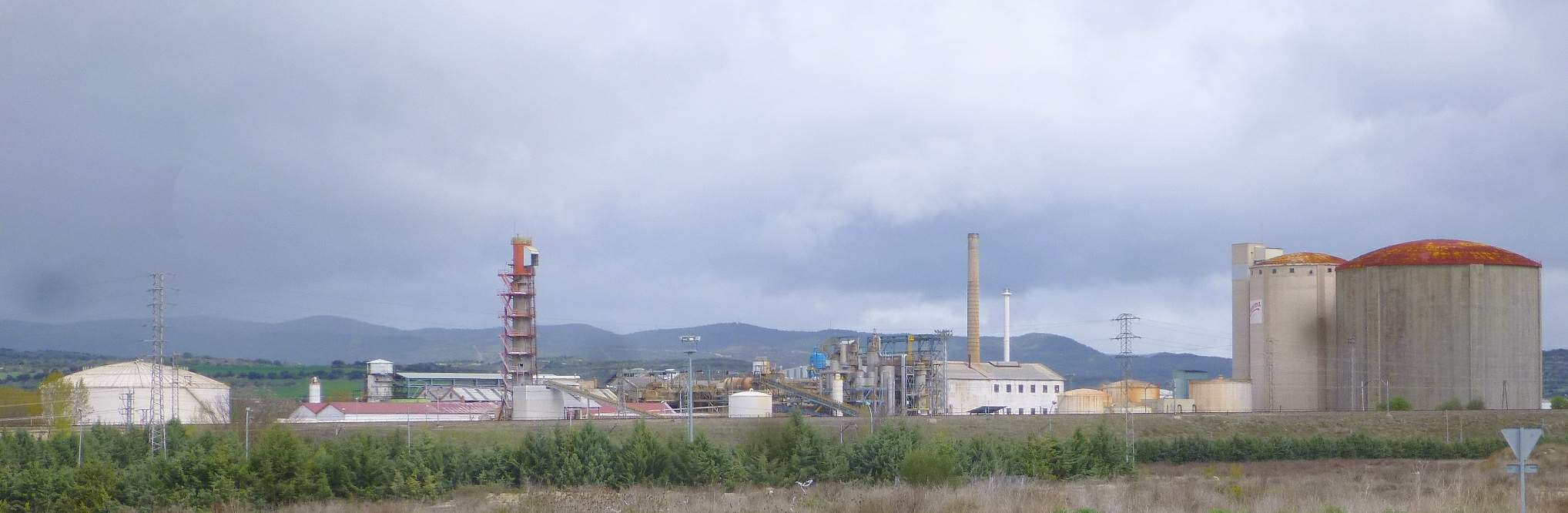
Zuckerraffinerie

War die Stadt bis weit ins 19. Jahrhundert hinein nur ein wenig bedeutsamer Marktort, so hat sich die Wirtschaft nach der Fertigstellung der Bahnlinien Madrid–Hendaye und Bilbao – Castejón verstärkt in Richtung Handel, Handwerk und mittelständischer Industrie entwickelt. Hinzu gekommen ist der Dienstleistungssektor (Schulen, Krankenhäuser, Banken, Versicherungen, Hotels, Restaurants etc.), von dem heute mehr als die Hälfte der Bevölkerung lebt. In den Außenbezirken der Stadt sind mehrere Gewerbegebiete (polígonos industriales) entstanden.

## Geschichte
Die menschliche Besiedlung der Gegend von Miranda lässt sich bis in die Steinzeit zurückverfolgen. Vorromanische Kulturen und Römer hinterließen hier Spuren. Nach dem Zusammenbruch des Westgotenreichs war die Region jedoch aufgrund der Lage im Grenzgebiet von Christen und Mauren zeitweise praktisch unbesiedelt. Erst im Laufe der Rückeroberung (reconquista) wurde im Jahr 804 die Diözese Valpuesta gegründet, zu der später Miranda gehörte. Im 9. Jahrhundert entstand eine Reihe von Klöstern in der Umgebung  und in der Folgezeit bis zum 11. Jahrhundert erfolgte eine erste, zögerliche Besiedlung des heutigen Stadtgebietes. Während dieser Zeit gehörte das Gebiet von Miranda zum Königreich Navarra.
Im Jahr 1076 kam Miranda de Ebro unter Alfons VI. an das Königreich Kastilien; der Ort erhielt im Jahre 1099 von der kastilischen Krone erste wirtschaftliche und politische Rechte (fueros) und 1254 unter Alfons X. schließlich das Stadtrecht. Nach einer Blütezeit im 15./16. Jahrhundert ging die Bedeutung der Stadt deutlich zurück.

### Das Miranda de Ebro Camp
Im Jahre 1937 errichtete das Franco-Regime in Miranda das Miranda de Ebro Camp, ein Konzentrationslager nach deutschem Vorbild. Ursprünglich sollte das Lager etwa 600 bis 700 Gefangene aus dem Spanischen Bürgerkrieg, vor allem Überreste der Internationalen Brigaden, aufnehmen und wurde von dem SS- und Gestapo-Mitglied Paul Winzer geführt. 

“Later it was enlarged to accommodate the men caught trying to escape from France via Spain to Gibraltar or Portugal and, by the end of 1942, the number of detainees had risen to over 5000.  It was the only camp used to detain non Spanish nationals who were trying to escape from Occupied Europe.”

„Später wurde es vergrößert, um auch die Männer unterzubringen, die bei dem Versuch, von Frankreich über Spanien nach Gibraltar oder Portugal zu fliehen, gefasst wurden. Bis Ende 1942 war die Zahl der Inhaftierten auf über 5000 gestiegen. Es war das einzige Lager, in dem nicht spanische Staatsangehörige festgehalten wurden, die versuchten, aus dem besetzten Europa zu fliehen.“

Das KZ, das kein Vernichtungslager war und eher einem Internierungslager glich, blieb bis 1947 bestehen.

## Sehenswürdigkeiten

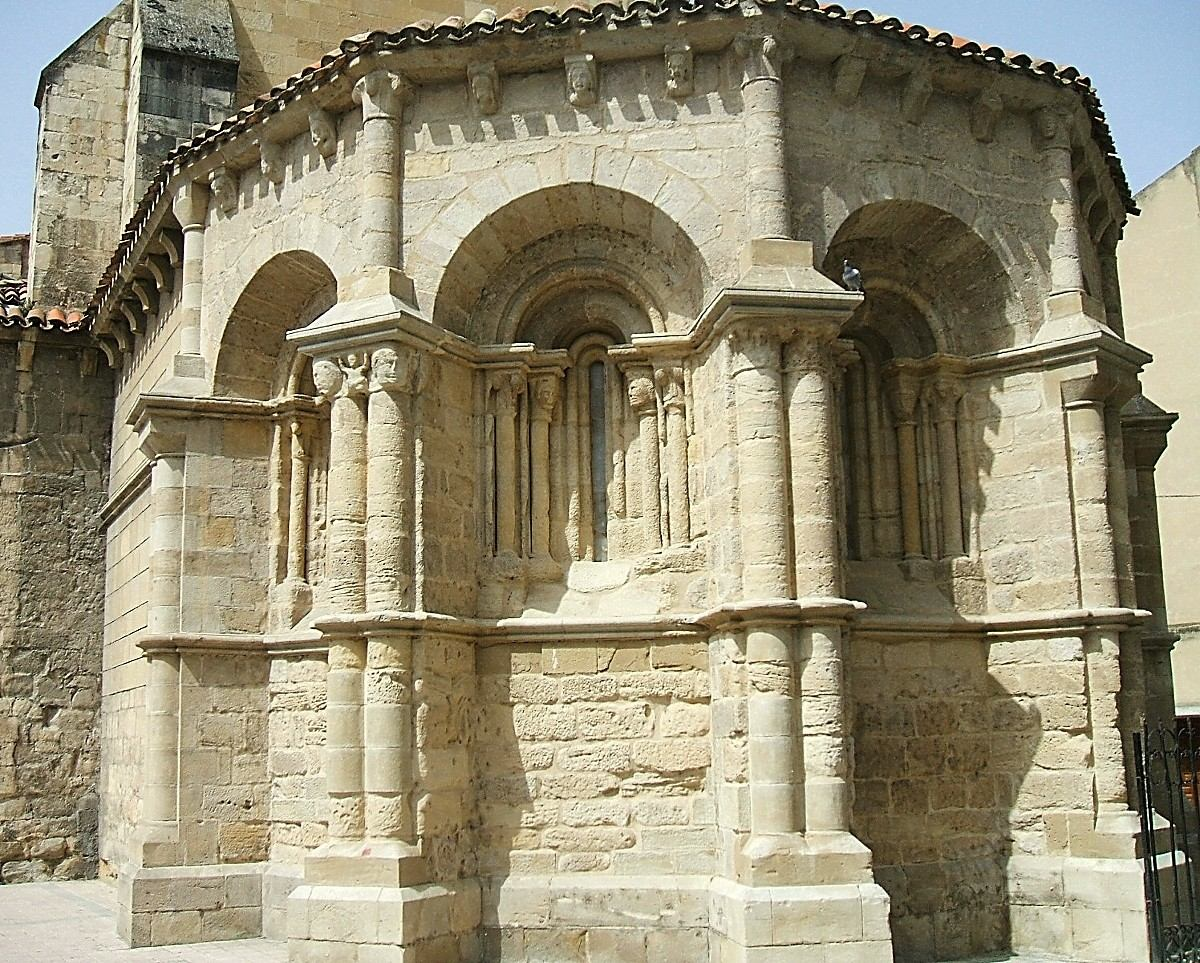
Apsis der Iglesia del Espíritu Santo

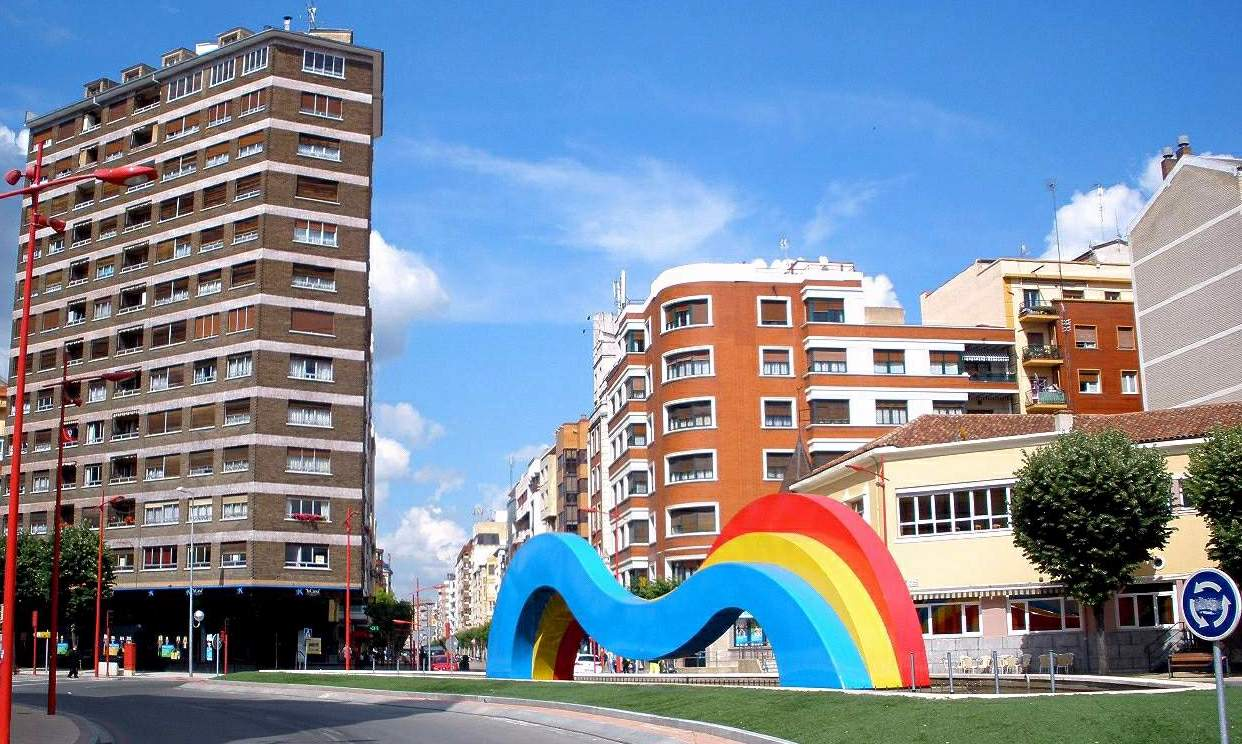
Neues Stadtzentrum

- Ältestes Bauwerk der Stadt ist die im 11. Jahrhundert begonnene, aber später immer wieder veränderte Iglesia del Espíritu Santo mit ihrer im Äußeren beinahe tiefenräumlich gestalteten und reich mit eingestellten Säulen und figürlichen Kapitellen geschmückten hochromanischen Apsis. Ein Kapitell des Portals zeigt eine Burg (castillo) und einen Löwen, was auf die politische Vereinigung der Königreiche von Kastilien und León im Jahr 1230 hindeuten könnte. Die Archivolten des Portals sind reich geschmückt; darüber verläuft ein Konsolenfries mit Köpfen etc. Das Gewölbe des Kirchenschiffs (nave) zeigt unprofilierte Rippen.
- Die äußerlich schmucklose dreischiffige Hallenkirche Iglesia de Santa María entstand um die Mitte des 16. Jahrhunderts in Stilformen der Spätgotik bzw. der Renaissance. Die drei Kirchenschiffe haben gleich hohe Sterngewölbe. Zwei Barockaltäre der ehemaligen Ausstattung sind noch vorhanden, doch verbrannte der Hauptaltar in den Wirren des Spanischen Bürgerkriegs. Zwei Marmorgrabmäler aus dem 16. Jahrhundert erinnern an Don Andrés de Barrón und seine Gemahlin Doña Catalina de Pinedo.
- Zwei bedeutende Adelspaläste aus der Renaissance befinden sich in Innenstadtbereich (Casa de las Cadenas, Casa de los Urbina); auch das Rathaus (Casa Consistorial) verdient Beachtung.
- Der Puente Carlos III aus dem 18. Jahrhundert ist die wichtigste Brücke der Stadt.
- Fünf moderne Pfarrkirchen bereichern das Bild der Vororte (Iglesia de San Nicolás de Bari, Iglesia del Buen Pastor, Iglesia de Santa Casilda, Iglesia de San José Obrero und Iglesia de Nuestra Señora de los Ángeles).
- Auf dem höchsten Punkt der Stadt erheben sich die Ruinen der im 14. Jahrhundert erbauten Burg (castillo).[9]
- In der Nähe befindet sich eine Gerichtssäule (rollo oder picota).

## Persönlichkeiten
- Cristina Martín-Prieto (* 2002), Fußballspielerin
- Adriana Nanclares (* 2002), Fußballspielerin